# Martin-Luther-Kirche (Zeuthen)

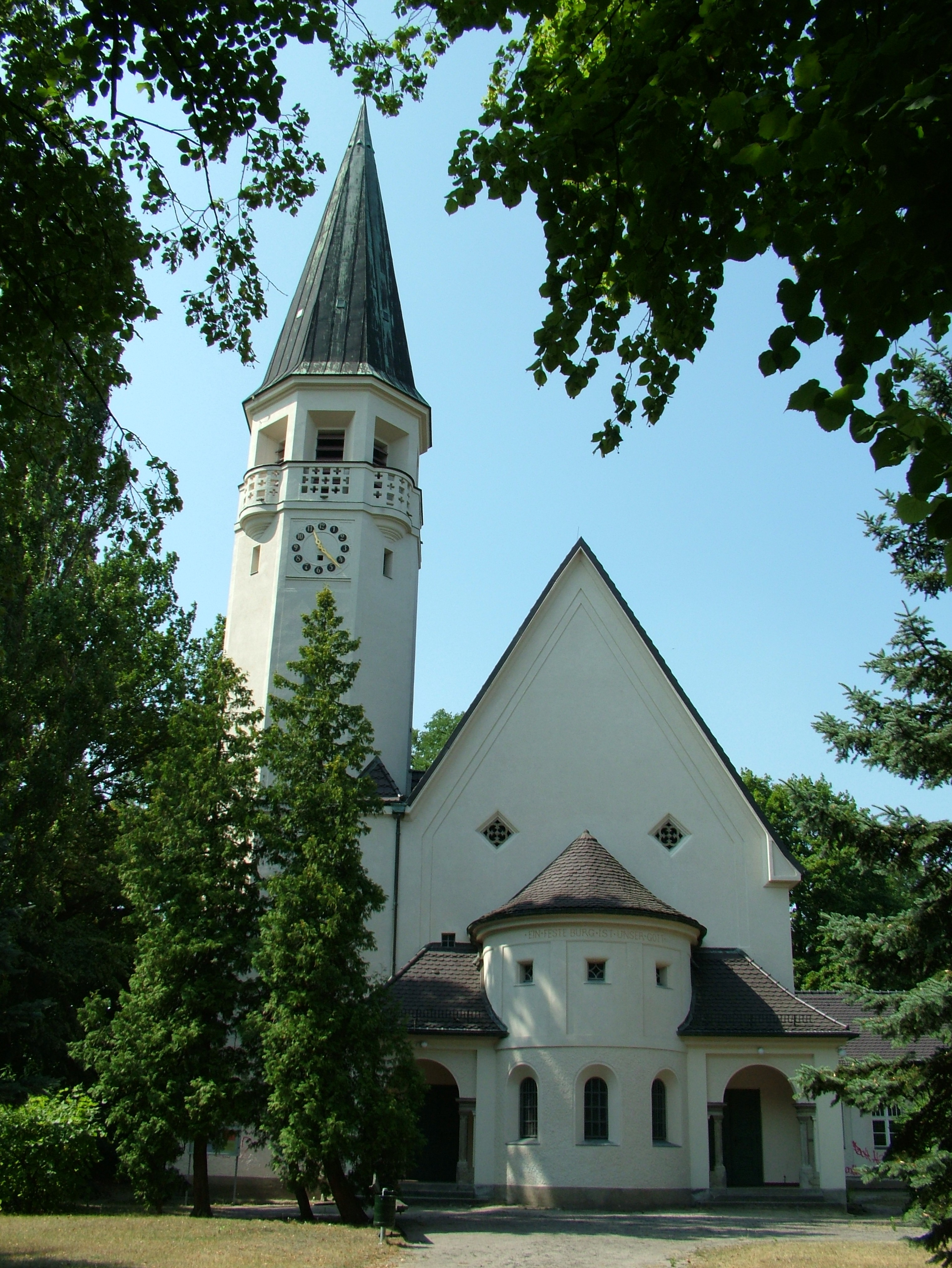
Martin-Luther-Kirche in Zeuthen

Die am 21. Dezember 1914 eingeweihte Martin-Luther-Kirche, ein schlichter Baukörper mit Apsis, mit seitlich angefügtem Turm, wird dem späten Jugendstil zugerechnet. Der Ort Zeuthen erhielt damit seine erste Kirche. Seit 1985 steht die Kirche unter Denkmalschutz, sie ist in die Liste der Baudenkmale in Zeuthen eingetragen.

## Geschichte
Die drei Orte Zeuthen, Miersdorf und Gersdorf werden zum ersten Mal im Jahr 1375 im Landbuch Karls IV. urkundlich beschrieben. Im Jahr 1860 zählte das kleine Dorf Zeuthen nur 122 Einwohner. Gersdorf ist letztmals 1860 erwähnt und da schon als Försterei Wüstemark.
Von einer mittelalterlichen Kapelle oder kleinen Kirche finden sich in Zeuthen keine Spuren, obwohl Zeuthen in einer Urkunde als Kirchdorf bezeichnet wird. Im letzten Drittel des 19. Jahrhunderts setzte dann eine rege Bautätigkeit ein, vor allem, nachdem an der 1866 eröffneten Bahnstrecke Berlin–Görlitz der Bahnhof Zeuthen am 1. November 1897 eingeweiht wurde. An eine Kirche war zunächst nicht zu denken. Miersdorf ist im 14. Jahrhundert ein echtes Bauerndorf mit einer Kirche. Die schnelle Entwicklung der Bevölkerung Zeuthens hatte den dörflichen Charakter des Ortes aufgehoben. Die Zeuthener mussten sich bis zum Beginn des 20. Jahrhunderts auf den Weg in die Kirche des Nachbardorfes Miersdorf begeben, bis als Übergangslösung ein Raum in der 1901 fertiggestellten Schule in Zeuthen als Betsaal zur Verfügung stand. Ab Pfingsten 1912 wurde der Betsaal Unterrichtsraum, nun stand nur noch die Friedhofskapelle zur Verfügung. In Zeuthen gab es aber keine eigene Pfarrstelle. Miersdorf war erst ab 1817 selbst Pfarrort, zuvor Tochtergemeinde der Mutterkirche von Waltersdorf, zu der auch die Tochtergemeinden Schulzendorf, Bohnsdorf und Grünau gehörten. Der für Zeuthen noch immer zuständige Waltersdorfer Pfarrer konnte seiner Aufgabe nicht mehr gerecht werden, denn alle Tochtergemeinden wurden größer. Nach den Plänen des Königlichen Konsistoriums in Berlin sollte Zeuthen an die neu errichtete Pfarrstelle in Eichwalde angegliedert werden. Dagegen wehrte sich der Gemeindekirchenrat. Die Kirchengemeinden Zeuthen und Miersdorf wollten zusammenbleiben. Aber erst im Jahre 1957 wurde Miersdorf mit Zeuthen zu einer Gemeinde unter dem Namen Zeuthen zusammengelegt. Am 31. Oktober 1909 wurde die Pfarrstelle Miersdorf – Zeuthen neu errichtet. Zum Dienstsitz des Predigers wurde Zeuthen bestimmt. Gleichzeitig wurde die Verbindung mit der alten Muttergemeinde Waltersdorf gelöst. Am 20. September 1911 konnte das vom Königlichen Baurat Georg Büttner geplante Pfarrhaus bezogen werden. Wenige Jahre später entwarf der Architekt auch die Zeuthener Martin-Luther-Kirche. Die Finanzierung war geklärt worden, der Kirchbauplatz wurde der Kirchgemeinde geschenkt. Am 13. Januar 1913 wurde dem Bauplan zugestimmt, am 26. Oktober des gleichen Jahres wurde der Grundstein gelegt und bereits am 21. Dezember 1914 wurde die Kirche eingeweiht.
Beheimatet in der Martin-Luther-Kirche ist seit seiner Gründung 1972/73 der Kantatenchor Zeuthen, ein Oratorienchor, der dem Evangelischen Kirchenkreis Neukölln angegliedert ist. Mit seinen ca. 100 aktiven Mitgliedern und regelmäßigen oratorischen Aufführungen gehört er zu den größten und leistungsstärksten Chören im Land Brandenburg. Jährliche Chorreisen und Auslandskonzerte prägen die Aktivitäten des Chores.

## Gebäude
Der schlichte Baukörper mit seitlich angefügtem Turm, enthält einen Saal mit Apsis, eine Empore für die Orgel sowie Nebenräume. Eine tonnenförmige Kassettendecke aus Holz überwölbt den Raum. Links von der Apsis befindet sich eine Taufkapelle. Empore und Orgel sind reich gestaltet. Im Saal sind die wesentlichen architektonischen Elemente durch ornamentale Malerei hervorgehoben. Die elektrische Beleuchtung besteht aus Glühlampen in einfacher Fassung in einem Teil der Kassetten. Die Fenster, fünf große oben und vierzehn kleine, sind bleiverglast, die in der Sockelzone sind rundbogig geschlossen. Die im Jahr 1968 mutwillig zerstörten vier rundbogigen Fenster der Taufkapelle mit dem ursprünglichen Taufstein wurden durch Betonglasflächen ersetzt. Sie sollen wieder eine Bleiverglasung erhalten. Die Glasfenster schuf Otto Linnemann aus Frankfurt am Main.
Ein großer Bogen begrenzt das Kirchenschiff. Über der reich gestalteten Apsis, unterhalb der Kassettendecke, befindet sich ein großes auf die Wand gemaltes Brustbild Christi. Mensa und Kanzel bestehen aus grauem Kunststeinmaterial mit sparsamen Vergoldungen. Das ursprüngliche Altarretabel ging verloren. Gegenüber dem Altarbereich schließt sich die kleine kapellenartige Brauthalle an.
Für die Ausmalung der Kirche war Franz Markau verantwortlich. Das Geläut besteht aus drei Glocken aus Gussstahl vom Bochumer Verein.

## Orgel

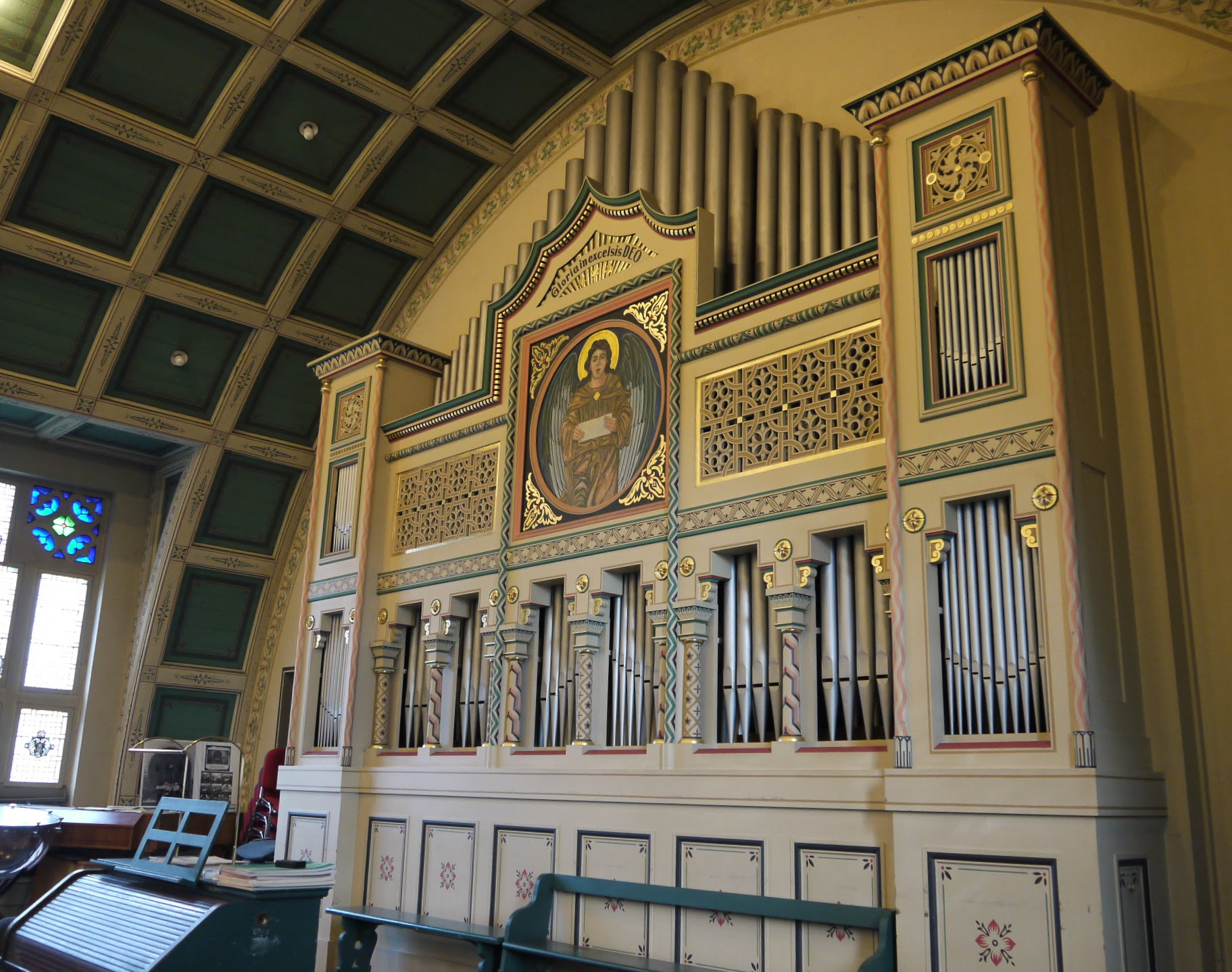
Steinmeyer-Orgel

Die romantische Orgel mit ihrem ungewöhnlichen Prospekt stammt von der Firma G. F. Steinmeyer & Co., 1914 mit 22 Registern erbaut, wurde sie 1926 von der Firma Heise um einige Register erweitert. Im Zuge des veränderten Musikgeschmacks wurde sie in der Nachkriegszeit mehrfach umdisponiert. Der denkmalgerechte Rückbau erfolgte 2021 durch die Firma Alexander Schuke Potsdam Orgelbau, die ursprünglichen Register wurden wieder hergestellt und um ein weiteres ergänzt. Das Instrument verfügt nun über 27 Register und zahlreiche Spielhilfen. Die Disposition lautet wie folgt:
| I Hauptwerk C–g3 |    |
| Prinzipal        | 8′ |
| Gedackt          | 8′ |
| Flauto dolce     | 8′ |
| Viola da Gamba   | 8′ |
| Oktave           | 4′ |
| Rohrflöte        | 4′ |
| Oktave           | 2′ |
| Cornett V        | 8′ |
| Mixtur IV        |    |
| Trompete         | 8′ |

| II Schwellwerk C–g3, ausgebaut bis g4 |     |
| Bordun                                | 16′ |
| Geigenprinzipal                       | 8′  |
| Lieblich Gedackt                      | 8′  |
| Jubalflöte                            | 8′  |
| Salizional                            | 8′  |
| Vox celeste                           | 8′  |
| Oktave                                | 4′  |
| Flauto amabile                        | 4′  |
| Flautino                              | 2′  |
| Sesquialtera II                       |     |
| Oboe                                  | 8′  |
| Tremulant                             |     |

| Pedal C–f1  |     |
| Kontrabass  | 16′ |
| Subbass     | 16′ |
| Zartbass    | 16′ |
| Violoncello | 8′  |
| Oktave      | 4′  |
| Posaune     | 16′ |

- Koppeln:
  - Normalkoppeln: II/I, I/P, II/P
  - Superoktavkoppeln: II/I, II/II
  - Suboktavkoppeln: II/I, II/II
- Spielhilfen: 128fache Setzeranlage, Crescendo 1+2, Piano-Pedal, Tutti, Schwelltritt mit Front- und Dachjalousien